# Жданова, Евгения Михайловна
Евге́ния Миха́йловна Жда́нова (род. 27 июля 1966) — российская легкоатлетка, специалистка по прыжкам в высоту. Выступала на профессиональном уровне в 1993—2003 годах, чемпионка России в помещении, победительница всероссийских и международных турниров, участница чемпионата мира в помещении в Торонто и чемпионата Европы в Хельсинки. Представляла Свердловскую область и Москву.

## Биография
Евгения Жданова родилась 27 июля 1966 года. Занималась лёгкой атлетикой под руководством заслуженного тренера России Владимира Владимировича Плеханова.
Впервые заявила о себе в сезоне 1993 года, когда в прыжках в высоту одержала победу на международном турнире «Русская зима» и на зимнем чемпионате России в Москве. Благодаря этим победам вошла в основной состав российской сборной и удостоилась права защищать честь страны на чемпионате мира в помещении в Торонто — в финале прыжков в высоту показала результат 1,85 метра, расположившись в итоговом протоколе соревнований на 12-й строке. Позднее также выиграла серебряную медаль на летнем чемпионате России в Москве.
В 1994 году завоевала бронзовую награду на чемпионате России в Санкт-Петербурге. Принимала участие в чемпионате Европы в Хельсинки — на предварительном квалификационном этапе прыгнула на 1,90 метра, чего оказалось недостаточно для выхода в финал.
В 1995 году стартовала на международных турнирах в Сан-Паулу, Братиславе, Хенгело, Париже, Лозанне.
В 1996 году продолжила активно выступать на крупных международных турнирах, была пятой на зимнем чемпионате России в Москве.
В 1998 году стала шестой на зимнем чемпионате России в Москве и седьмой на летнем чемпионате России в Москве.
В 1999 году на зимнем чемпионате России в Москве получила в прыжках в высоту серебро.
В 2001 году на чемпионате России в Туле заняла четвёртое место в прыжках в длину и тройных прыжках.
В 2002 году в прыжках в длину показала шестой результат на зимнем чемпионате России в Волгограде, выиграла серебряную медаль на Мемориале братьев Знаменских в Туле.
В 2003 году в тройном прыжке была седьмой на Кубке губернатора в Самаре, пятой на «Русской зиме» и на зимнем чемпионате России в Москве. В прыжках в высоту взяла бронзу на чемпионате России среди военнослужащих в Москве. По окончании сезона завершила спортивную карьеру.